# Allegro de concert (Chopin)
El Allegro de concert de Frédéric Chopin, Op. 46, es una pieza para piano, publicada en noviembre de 1841. La pieza tiene un solo movimiento y su duración oscila entre los 11 y 15 minutos. Los temas principales de la obra son audaces y expresivos. Ocupa un lugar particular en el canon de la obra Chopin. Aunque su historia no es muy clara, la evidencia apoya la opinión, compartida por Robert Schumann y otros, de que comenzó como el primer movimiento de un tercer concierto para piano no concluido, cuyas partes orquestales ahora son inexistentes o nunca fueron compuestas. Sin embargo, no hay evidencia de que Chopin siquiera comenzara a trabajar en los últimos movimientos de este concierto.
El manuscrito autógrafo de la obra se conserva en la Biblioteca Nacional de Polonia.

## Historia
Chopin publicó sus dos únicos conciertos para piano en 1830. Ese mismo año escribió que estaba planeando un concierto para dos pianos y orquesta, y que lo tocaría con su amigo Tomasz Napoleon Nidecki si lograba terminarlo. Trabajó en ello durante algunos meses, pero tuvo grandes dificultades y este trabajo nunca se llevó a cabo; sin embargo, es posible que haya utilizado ideas de él en subsecuentes trabajos.
También hay evidencia de que Chopin comenzó a trabajar en un tercer concierto para piano y orquesta. En el libro Chopin: The Piano Concertos, Rink cita una carta inédita de Chopin, fechada el 10 de septiembre de 1841, ofreciendo a la editorial Breitkopf & Härtel un "Allegro maestoso (du 3e Concerto) pour piano seul" por la cantidad 1.000 francos. En noviembre de 1841, Schlesinger publicó el Allegro de concert, que tiene una indicación de tempo de "Allegro maestoso", y Breitkopf & Härtel también lo publicó en diciembre del mismo año. La obra tiene las características generales de un primer movimiento de concierto de la misma época. Contiene una larga introducción, con la sección correspondiente al solo de piano original comenzando en el compás 87. Parece claro que el "Allegro maestoso" al que se refiere Chopin en su carta era la pieza publicada dos meses después como Allegro de concert, Op. 46.
Las primeras notas de la pieza fueron redactadas alrededor de 1832, pero no se sabe cuándo se escribió el resto de la pieza. Chopin se lo dedicó a Friederike Müller, uno de sus pupilos favoritos, quien estudió con él durante 18 meses (1839-1841). Franz Liszt le dio el apodo de "Mademoiselle opus quarante-six" ("cuarenta y seis", el número del opus de la obra, en francés).

## Recepción
El Allegro de concert incluye ciertos recursos que reflejan una técnica más virtuosa que la requerida por la mayoría de sus obras. Las dificultades técnicas incluyen texturas musicales densas, trabajo de dedos complejo y ligero, saltos masivos de acordes de la mano izquierda, trinos y escalas en notas dobles y octavas difíciles. Por esta razón, se considera una de las piezas más difíciles de Chopin, pero independientemente de este desafío, algunos pianistas y críticos la encuentran poco convincente. Ha recibido relativamente poca atención en las salas de conciertos o en las grabaciones y no es particularmente conocida entre los amantes de la música. Entre los pianistas que han grabado la pieza se incluyen Heinrich Neuhaus, Claudio Arrau, Nikolai Demidenko, Garrick Ohlsson, Nikita Magaloff, Vladimir Ashkenazy y Roger Woodward. A pesar de las críticas a la obra, el propio Chopin parece haber estado muy orgulloso de ella, pues le dijo a Aleksander Hoffmann: "Esta es la primera pieza que tocaré en mi primer concierto cuando regrese a casa, a una Varsovia libre". Chopin nunca regresó a Varsovia, y quizá por esta razón no hay constancia de que alguna vez la tocara en público. De hecho, no parece haber ningún registro de su primera interpretación pública. Aunque se sabe que Claude Debussy la tocó en el Conservatorio de París en julio de 1879. La obra recibió una de sus raras interpretaciones públicas en el Queen Elizabeth Hall a principios de la década de 1980 como obra de apertura de un recital de piano solo "cuasi orquestal" del pianista británico Mark Latimer que terminó con solo la segunda interpretación en Londres del igualmente exigente Concierto para piano solo de Charles-Valentin Alkan.

## Transcripciones
Se han hecho algunos intentos de musicalizar el Allegro de concierto para piano y orquesta tal como probablemente lo concibió originalmente Chopin. Jean Louis Nicodé produjo dos versiones, una para dos pianos y otra posterior para piano y orquesta, pero añadió varias partes de su propia creación, totalizando 70 compases de música nueva (una sección de desarrollo después del compás 205, un tercer tutti, etc.). También "refuerza" la parte de piano hacia el final. Esta versión fue interpretada por primera vez por la pianista holandesa Marie Geselschap en Nueva York, con una orquesta dirigida por Anton Seidl.
A principios de la década de 1930, Kazimierz Wiłkomirski realizó otra orquestación fiel a la partitura publicada de Chopin. El estreno mundial de esta versión fue realizado por Michael Ponti con la Orquesta Sinfónica de Berlín bajo la dirección de Volker Schmidt-Gertenbach.
El pianista australiano Alan Kogosowski fue más allá. Además de reestructurar y ampliar la música de Chopin para el Allegro de concert en un nuevo tratamiento para piano y orquesta, también creó configuraciones para piano y orquesta del Nocturno en do sostenido menor, Op. posth. "Lento con gran espressione", y el Bolero en do mayor-la menor, op. 19. Kogosowski reunió estas piezas en una obra de tres movimientos y las interpretó bajo el engañoso título de "Concierto para piano n.º 3 de Chopin en la mayor" el 8 de octubre de 1999, con la Orquesta Sinfónica de Detroit bajo la dirección de Neeme Järvi.
El pianista austríaco Ingolf Wunder la orquestó y grabó con la Orquesta Filarmónica de Varsovia en 2015 para  el sello discográfico Deutsche Grammophon.